# Eddie Rutherford
Eddie Rutherford – australijski zapaśnik walczący w stylu wolnym. Złoty medalista mistrzostw Oceanii w 1996; czwarty w 1995 roku.